# Nipponnemertes pacificus
Nipponnemertes pacificus är en djurart som tillhör fylumet slemmaskar, och som först beskrevs av Ernest F. Coe 1905.  Nipponnemertes pacificus ingår i släktet Nipponnemertes och familjen Cratenemertidae. Inga underarter finns listade i Catalogue of Life.